# Historiographie juive du Nouveau Testament
L'historiographie juive du Nouveau Testament s'inscrit dans un courant d'études né au début du XXe siècle mais essentiellement ultérieur à la Seconde Guerre mondiale : ainsi différents chercheurs juifs ont-ils contribué à réinsérer Jésus dans son milieu d'origine, prenant part à la Quête du Jésus historique.
Depuis les Lumières, nombre de chercheurs et théologiens, tant juifs que chrétiens, ont analysé les attitudes chrétiennes envers le judaïsme. En sens inverse, les attitudes juives face au christianisme, sans être totalement ignorées, ont reçu moins d'attention.
L'explication de cette indifférence réside dans le fait que les relations entre Juifs et chrétiens ont été tragiques parce que les chrétiens furent longtemps les oppresseurs des Juifs.
Cette prise de conscience résulte du désir exprimé par les deux parties d'étudier le passé afin d'en tirer des leçons morales, religieuses, sociales et politiques, comme on le voit notamment chez Marc Bloch ou Jules Isaac.

## La controverse théologique
La controverse théologique sur l'identité et l'importance de Jésus s'enracine dès le début dans l'histoire et la religion juives. Cette communauté spirituelle espère une libération messianique, une attente fondée dans la révélation prophétique de YHWH. Des communautés juives du Ier siècle se divisent sur le rôle messianique de Jésus. Les évangiles et les Actes des Apôtres détaillent le conflit entre les contemporains religieux de Jésus sur le point de recevoir ou rejeter comme le messie promis le Nazaréen et le conflit entre les composantes du mouvement de Jésus. De même, les penseurs juifs ont toujours discuté le concept de « Nouvelle Alliance » supposée se substituer à une plus ancienne, l'accusation de nier la « messianité du Christ » et quelques autres thèmes oppressifs comme les diverses campagnes de conversion plus ou moins forcées au cours des siècles.
Le séisme de la Shoah conduit à reconsidérer toutes ces questions et à faire émerger une histoire du christianisme post-holocauste.

## Les intellectuels juifs et l'identité de Jésus
La New Standard Jewish Encyclopedia regroupe la « question de Jésus » en un commentaire général : « certaines sections [des évangiles] semblent refléter des idées et des situations du développement des Églises du christianisme ancien plutôt que celles de Jésus en son temps. »
Sous un aspect plus historique, des relations se tissent entre les chercheurs du domaine Nouveau Testament, les historiens de la période du Second Temple (de -516 à +70) et du judaïsme rabbinique (du IIe au VIe siècle), ceux traitant du christianisme des premiers temps et encore les spécialistes des relations entre Juifs et chrétiens.

## Principales œuvres et chercheurs

### Strack et Billerbeck
- 1922-1961 Hermann Leberecht Strack[6] & Paul Billerbeck, Kommentar zum Neuen Testament aus Talmud und Midrash[7], Munich

### Sujets le plus souvent retenus

#### Litterature juive contemporaine de la littérature évangélique et leur rencontre
- Claude Montefiore (1858 – 1938), Rabbinic Literature and Gospel Teachings, London, 1930, New York, repr. New York, 1970
- Martin Buber, (1878-1965) Deux types de foi : foi juive et foi chrétienne, Cerf, Paris, 1991 (original anglais : Two Types of Faith, London, 1951)
- David Flusser
  - Jewish Sources in Early Christianity, Tel Aviv, 1979 [Hebrew], E.T. New York, 1987 (Collected Papers)
  - Judaism and the Origins of Christianity, Magnes Press, Jerusalem, 1988
- Bluma Finkelstein, L'écrivain juif et les Évangiles, Beauchesne, Paris, 1991. .
- Armand Abécassis En vérité, je vous le dis. Une lecture juive des Évangiles. Éditions n°1, 1999; LGF, coll. Le livre de poche, 2001)
  - Judas, Jésus. Une liaison difficile, Editions n° 1, 2001
  - Judaïsmes. De l'hébraïsme aux messianités juives, Albin Michel, 2006
- Daniel Boyarin, Mourir pour Dieu, Bayard, 2004 [8]

#### Réhabilitation des pharisiens
- Israël Abrahams, Studies in Pharisaism and the Gospels, Cambridge, 1917, reprint. New York, 1967 ;

#### Cas Paul de Tarse
La place de Paul de Tarse dans le Nouveau Testament et son rôle dans les origines du christianisme font l'objet d'études spécifiques.
- Claude Montefiore, What A Jew Thinks about Jesus, en 1935, C. Montefiore, Judaism and St. Paul (1914)
- William David Davies (...-2001), Paul and Rabbinic Judaism, London 1948
- Daniel Boyarin, Paul, a radical Jew
- Hyam Maccoby, The Mythmaker: Paul And The Invention Of Christianity (1986)
- ----, Paul And Hellenism (1991)
- Schalom Ben-Chorin, Paul, un regard juif sur l'apôtre des Gentils, 1999, DDB éd.

#### Restitution de sa judaïté à Jésus
On a adopté le classement chronologique, sachant que tous les auteurs se réfèrent à Yosef Klausner comme étant le père du genre

##### Yosef Klausner
- Jésus de Nazareth, son temps, sa vie, sa doctrine, Paris, 1933[11].

Yosef Klausner considère le texte reçu comme un document historique ou proche d'un document historique. Il considère que Jésus développe un judaïsme pharisien dont les enseignements s'enracinent chez Hillel ou Rabbi Akiva (né après la mort de Jésus). Après un travail intense sur les textes évangéliques, Klausner montre que Jésus n'a aucune idée de l'Incarnation non plus que de sa filiation divine. Il pense que les malédictions sur les pharisiens sont dues à une transcription tardive datant d'une époque où les judéo-chrétiens étaient exclus de la synagogue (début du IIe siècle).
Il relève en outre quelques divergences entre les pratiques religieuses de Jésus et les pratiques pharisiennes et considère que Paul est le fondateur du christianisme. 

##### Autres auteurs
- Jules Isaac[12], Jésus et Israël, Albin Michel, Paris, 1948
- Robert Aron
  - Les années obscures de Jésus, Grasset, Paris, 1960
  - Ainsi priait Jésus, Grasset, Paris, 1968

##### David Flusser
- Jésus, Seuil, Paris, 1970.

En 1970, David Flusser ne prend pas les évangiles pour ce qu'ils ne sont pas[C'est-à-dire ?]. Il replace donc Jésus dans le contexte historique qui fut le sien, i.e. la société juive du Ier siècle, et définit sa relation à la Loi. Relisant les textes à la lumière du corpus talmudique, il déclare Jésus fidèle à la Loi même dans le froissement des épis un jour de Shabbat, pratique tolérée dans la tradition halakhique galiléenne (mais pas ailleurs).
La critique des pharisiens (voir Sotah 22b quand le Talmud est une production éminemment pharisienne) est replacée dans les luttes d'influences entre divers courants du judaïsme du 2d Temple au premier siècle. Flusser note que Jésus assume des positions pharisiennes dans l'histoire du bœuf et du puits (Luc 14:5), l'opposition, prêtée dans le texte « aux scribes et aux pharisiens », est en fait la position essénienne classique.
Pour Flusser, Jésus est un réformateur du judaïsme qui ne s'intéresse pas vraiment aux païens bien que rien dans le Talmud n'interdise de soigner un non-juif.

##### Géza Vermes
Géza Vermes, auteur de Jesus the Jew (Londres, 1973) est un ancien prêtre catholique et théologien, qui « prit conscience de ses propres racines » [juives] et décida d'y retourner.
Il classe Jésus parmi les hassidim, le rapprochant d'autres faiseurs de miracles comme Honi le traceur de cercle ou Hanina ben Dossa.

##### Hugh J. Schonfield
- The Passover Plot Hypothesis (ISBN 1-85230-836-2) 1965
- Le mystère Jésus, Pygmalion/Gérard Watelet, Paris, 1989
- Jésus, Messie ou Dieu? Ces incroyables Chrétiens, Pygmalion/Gérard Watelet, Paris, 1991[13]

son concept (dans le complot de Pâques qui ouvrit une fameuse controverse)
Le Complot de Pâques est l'œuvre très controversée de ce chercheur dans le domaine du Nouveau Testament, qui le fit classer dans le courant radical. Hugh J. Schonfield expose que Jésus était un candidat messie innocent qui convint « d'accomplir les prophéties » pour soutenir sa proclamation. 
Dans ce complot « pour la foi », Jésus, en secrète connivence avec un jeune homme Lazare et Joseph d'Arimathie, feint de mourir sur la croix, de revivre dans la tombe, et démontre ainsi à ses disciples (restés ignorants du complot) qu'il est le messie. Cependant, le plan tourne mal quand le soldat romain perce le flanc de Jésus qui meurt. Toutefois, les disciples en reconnurent d'autres[Quoi ?] pour lui et, quelques jours plus tard, crurent que Jésus était ressuscité. C'est une adaptation de la thèse de l'évanouissement de Bardht (1780), qu'on retrouve dans la christologie des ahmadiyya.

##### Autres auteurs
- Schalom Ben-Chorin, Mon frère Jésus, Seuil, 1983
- Dan Jaffé, Jésus sous la plume des historiens juifs du XXe siècle. Approche historique, perspectives historiographiques, analyses méthodologiques, Le Cerf, 2009
- Pinchas Lapide, Fils de Joseph ? (Jésus dans le judaïsme d'aujourd'hui et d'hier), Desclée, 1978
- Salomon Malka, Jésus rendu aux siens : Enquête en Israël sur une énigme de vingt siècles (1999)
- Hyam Maccoby, Jesus The Pharisee (2003)

### Autres ouvrages
En écho à l'historiographie juive du Nouveau Testament, plusieurs spécialistes du christianisme ancien, comme Charles Perrot (Institut catholique de Paris) ou James Charlesworth (Enoch Seminar), replacent Jésus de Nazareth dans le contexte du judaïsme au Ier siècle e.c.
- Armand Abécassis, En vérité je vous le dis : Une lecture juive des Évangiles, Livre de poche/Biblio
- Schalom Ben-Chorin, Marie : un regard juif sur la mère de Jésus, préf. Michel Leplay, Éditions Desclée de Brouwer, 2001
- James Charlesworth
  - Jesus within Judaism, Garden City, New York, 1988
  - Jesus' Jewishness. Exploring the Place of Jesus within Early Judaism, The American Interfaith Institute, Philadelphia (Pen.), 1991
  - Hillel and Jesus, Comparisons of Two Major Religious Leaders
- Charles Perrot
  - L'invention du Christ, naissance d'une religion, 1998, Paris, Odile Jacob
  - Jésus et l’histoire, Éditions Desclée de Brouwer, Paris, 1979 ;
- Harvey Falk, Jesus the Pharisee : A New Look at the Jewishness of Jesus, New York-Mahwah (N.J.), 1985
- Laurenz Volken, Jesus der Jude, Dusseldorf, 1985
- Craig A. Evans, Jesus and his Contemporaries. Comparative Study, Brill, Leyde - New York, Cologne, 1995
- John Paul Meier, A Marginal Jew : Rethinking the Historical Jesus. Traduction française : Un certain juif, Jésus. Les données de l'histoire, Éditions du Cerf : Vol. 1, Les sources, les origines, les dates, 2004 ; vol. 2, La parole et les gestes, 2005 ; vol. 3, Attachements, affrontements, ruptures, 2005 ; vol. 4, La loi et l'amour, 2009. Ce livre fait actuellement référence sur l'historiographie scientifique de Jésus.